# Kungsängsverket, Uppsala

Kungsängsverket (enligt miljörapporten 2021 också benämnt Uppsala Avloppsreningsverk) är ett reningsverk ägt av Uppsala Vatten och Avfall beläget i sydöstra Uppsala. Vid Kungsängsverket renas avloppsvatten från ca 191 000 personer (år 2021), i Uppsala, Bälinge, Lövstalöt, Gunsta, Länna, Almunge, Jälla, Lindbacken, Vreta-Ytternäs, Uppsala-Näs/Bodarna och Skölsta . Verket togs i drift 1945 (då bestående av en sedimenteringsbassäng och två rötkammare), och år 1957 togs kvävereningen i drift. År 1972 togs den kemiska reningen (med kemisk fällning) i drift. 

## Anläggningen
Reningsprocessen består av förbehandling (rensgaller, sandfång, kemisk fällning med järnklorid för fosforavskiljning, och försedimentering), biologisk rening och kväveavskiljning (aktivslamprocess), och efterfällning (kemisk fällning med järnklorid följt av sedimentering, för att ytterligare få ned fosforkoncentrationen i det utgående vattnet). Det renade vattnet släpps ut i Fyrisån .  
Värme från avloppsvattnet utvinns och används för produktion av fjärrvärme och fjärrkyla. Överskottslammet från aktivslamprocessen rötas för biogasproduktion. Kungsängsverket är REVAQ-certifierat sedan 2013. Efter lagring och omfattande provtagning kan slammet användas som gödningsmedel inom jordbruket. 